# Квартет (филм, 1895)
„Квартет“ (на английски: Quartette) е американски късометражен ням филм от 1895 година, заснет в лабораториите на Томас Едисън в Ню Джърси от режисьора Уилям Хейс по мотиви от романа „Трилби“ на Жорж Дю Морие. Кадри от филма не са достигнали до наши дни и той се смята за изгубен.

## Сюжет
Въпреки че филмът не е оцелял, е известно, че е представлявал филмирана сцена от пиесата „Трилби“, която е адаптация на едноименния роман.